# Teamgeist
Adidas Temgeist („Týmový duch“) byl oficiálním míčem Mistrovství světa ve fotbale 2006 a byl vyroben firmou Adidas ve spolupráci s organizací FIFA a firmou Molten. Míč byl přijat všemi 32 účastníky mistrovství světa.

## Technologie a zajímavosti
- Nejkulatější míč, který byl do té doby vyroben
- Nepromokavý míč

Technické údaje
Obvod: 69.0-69.25 cm
Odchylka: ≤ 1.00 %
Absorpce vody: ≤ 0.01 %
Hmotnost: 441 - 444 g
Ztráty tlaku: ≤ 11.0 %